# Fabio Cazzola
Fabio Cazzola (Fano, 4 agosto 1951) è un ex calciatore italiano, di ruolo difensore.

## Carriera
Debutta in Serie D con l'Alma Juve Fano, e nel 1969 viene prelevato dal Cesena, dove il primo anno fa parte della squadra Primavera e l'anno successivo gioca una partita in Serie B.
Nel 1971 viene girato in prestito all'Imola e nel 1972 Carlo Regalia, già allenatore in seconda del Cesena, lo porta con sé a Bari; con i biancorossi sfiora la Serie A al primo anno di permanenza, mentre l'anno successivo la squadra pugliese retrocede in Serie C.
A Bari rimane anche nella stagione 1974-1975 in Serie C, per passare all'Alessandria, sempre in terza serie, e tornare infine a Fano dove chiude la carriera nel 1983. Ha disputato complessivamente 67 partite in Serie B con le maglie di Cesena e Bari segnando un gol con questi ultimi.

## Palmarès

### Club

#### Competizioni nazionali
- Campionato italiano Serie C2: 1

Alma Juventus Fano: 1978-1979 (girone C)